# StyleWriter
StyleWriter bezeichnet eine Serie von Tintendruckern der Firma Apple für die hauseigenen Macintosh-Computer.

## Geschichte
Das Druckwerk stammt von Canon, bei späteren Modellen von Hewlett-Packard; fast baugleiche Geräte wurden von diesen Herstellern für IBM-kompatible Computer vertrieben. Entsprechend nutzten die äquivalenten Drucker auch die gleichen Tintenpatronen.
Die StyleWriter lösten die ImageWriter Nadeldrucker ab und wurden parallel zu den professionellen und damals sehr teuren Laserdruckern von Apple angeboten.
Die StyleWriter waren ausnahmslos QuickDraw-Drucker ohne eigenen Hauptprozessor. PostScript-Dateien konnten nur mit Hilfe von Rasterprogrammen ausgegeben werden. Die StyleWriter wurden an der RS-422-Schnittstelle betrieben, über die alle Macintoshs bis einschließlich des platinumgrauen Power Macintosh G3 verfügten. Die Schnittstellentaktung erfolgte seitens des Druckers, so dass die Daten mit hoher Geschwindigkeit an den Drucker übermittelt werden konnten. Es gab für einige Modelle Adapter, um die Drucker in ein LocalTalk oder Ethernet Netzwerk zu integrieren.
Typisch für das Apple-Design war der Verzicht auf nahezu alle Knöpfe, die zu der Zeit bei anderen Druckern noch weit verbreitet waren, etwa ein Papiervorlauf.
Andere Hersteller übernahmen Teilweise den Begriff „...Writer“. So bot Hewlett-Packard (HP) seine Macintosh-kompatiblen Drucker unter dem Namen „Deskwriter“ statt Deskjet an.

## Modelle
- StyleWriter
- StyleWriter II
- Portable StyleWriter[1]
- StyleWriter 1200
- Color StyleWriter Pro
- Color StyleWriter 1500
- Color StyleWriter 2200
- Color StyleWriter 2400
- Color StyleWriter 4100
- Color StyleWriter 4500
- Color StyleWriter 6500